# キバナカワラマツバ
キバナカワラマツバ（黄花河原松葉、学名：Galium verum subsp. asiaticum）は、アカネ科アカネ亜科ヤエムグラ属の多年草。別名、キバナノカワラマツバ。Galium verum を基本種とする亜種。

## 特徴
茎はやや硬く、直立して、高さは30-80cmになり、刺はないがやわらかい毛が生える。葉は8-10個が輪生し、各輪が隔たって茎につく。葉身は長さ2-3cm、幅1.5-3mm、線形で、先は短い刺があり、基部には葉柄はない。葉にやわらかい毛が生え、葉の縁はやや裏側に反り返る。これらの輪生する葉は、対生する本来の2個の葉と、残りの6-8個の、葉と同形の托葉となる。
花期は7-8月。茎先や上部の葉腋から花枝を延伸させ、円錐状の集散花序をだし、淡黄色の小型で多数の花を密につける。花冠は杯形で、径2mm、先は4裂し、筒部はない。雄蕊は4個ある。子房は2室に分かれ、各室に1個の胚珠がある。花柱は2裂する。果実は2個の分果からなり、各分果に1個の種子がある。分果は径約1mmで毛はない。

## 分布と生育環境
日本では北海道、本州、四国、九州に分布し、日当たりのよいやや乾いた草地や土手などに生育する。世界では、朝鮮半島に分布する。

## 名前の由来
和名キバナカワラマツバは「黄花河原松葉」の意で、「河原松葉」は、河原などに多く生え、輪生する細い葉の具合が松葉に似ているからいう。
種小名（種形容語）verum は、「本家の」「正統の」「純正の」の意味、亜種名 asiaticum は、「アジアの」の意味。

## 下位分類
本種（本亜種）には変異が非常に多い。
- カワラマツバ Galium verum L. subsp. asiaticum (Nakai) T.Yamaz. var. asiaticum Nakai f. lacteum (Maxim.) Nakai[9] - 花が白色の品種[6]。
- エゾノカワラマツバ Galium verum L. subsp. asiaticum (Nakai) T.Yamaz. var. trachycarpum DC.[10] - 花が黄色で、果実に毛が密に生えるもの。南千島、北海道、本州、シベリアからヨーロッパにかけて広く分布する[6]。
- チョウセンカワラマツバ Galium verum L. subsp. asiaticum (Nakai) T.Yamaz. var. trachycarpum DC. f. album Nakai[11] - エゾノカワラマツバの花が白い品種[6]。
- エゾノケカワラマツバ Galium verum L. subsp. asiaticum (Nakai) T.Yamaz. var. trachycarpum DC. f. tomentosum Nakai[12]

## ギャラリー

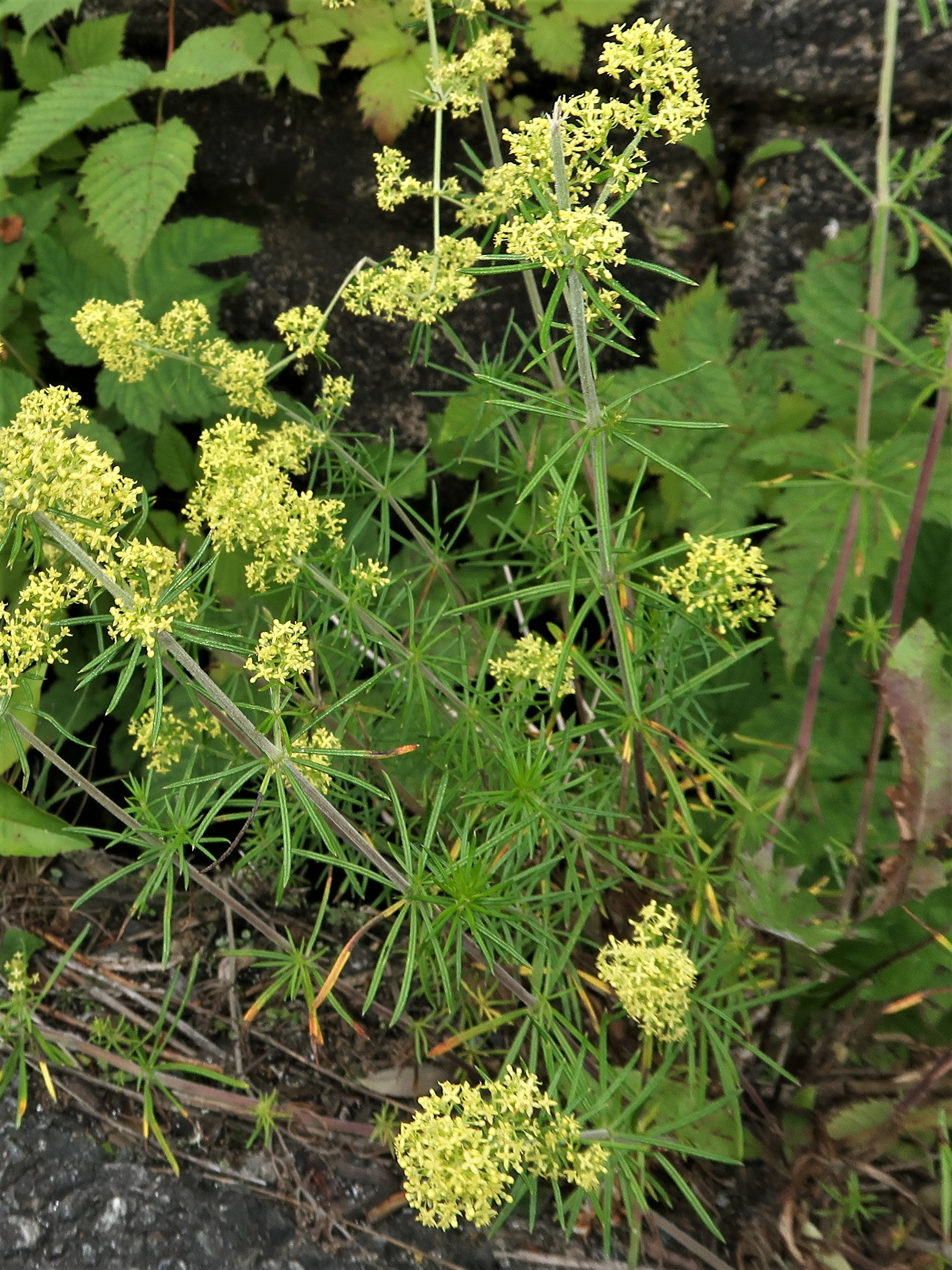
細い葉が8-10輪生し、茎にやわらかい毛が生える。
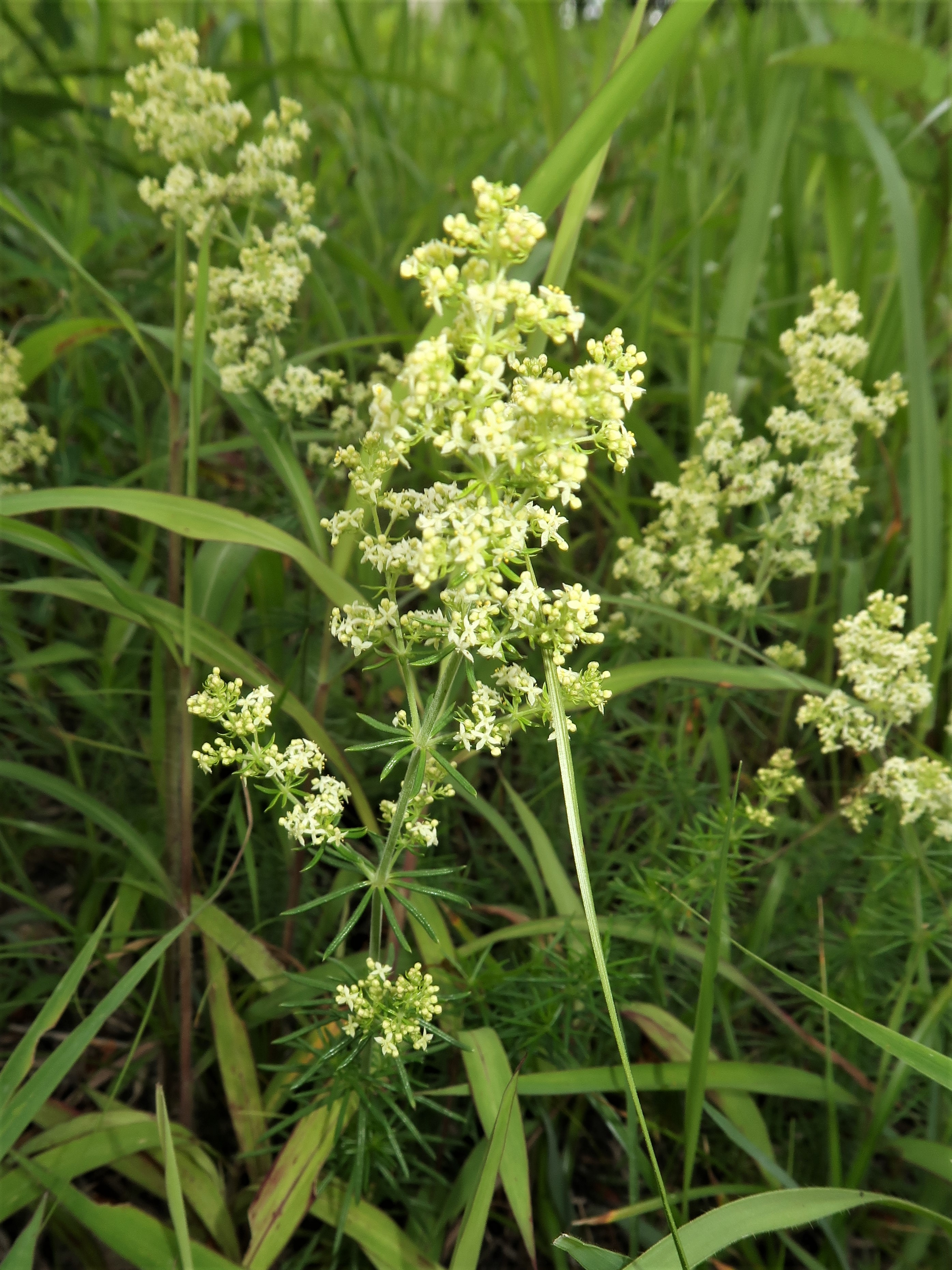
花が白色のものは「カワラマツバ」f. lacteum として区別される。
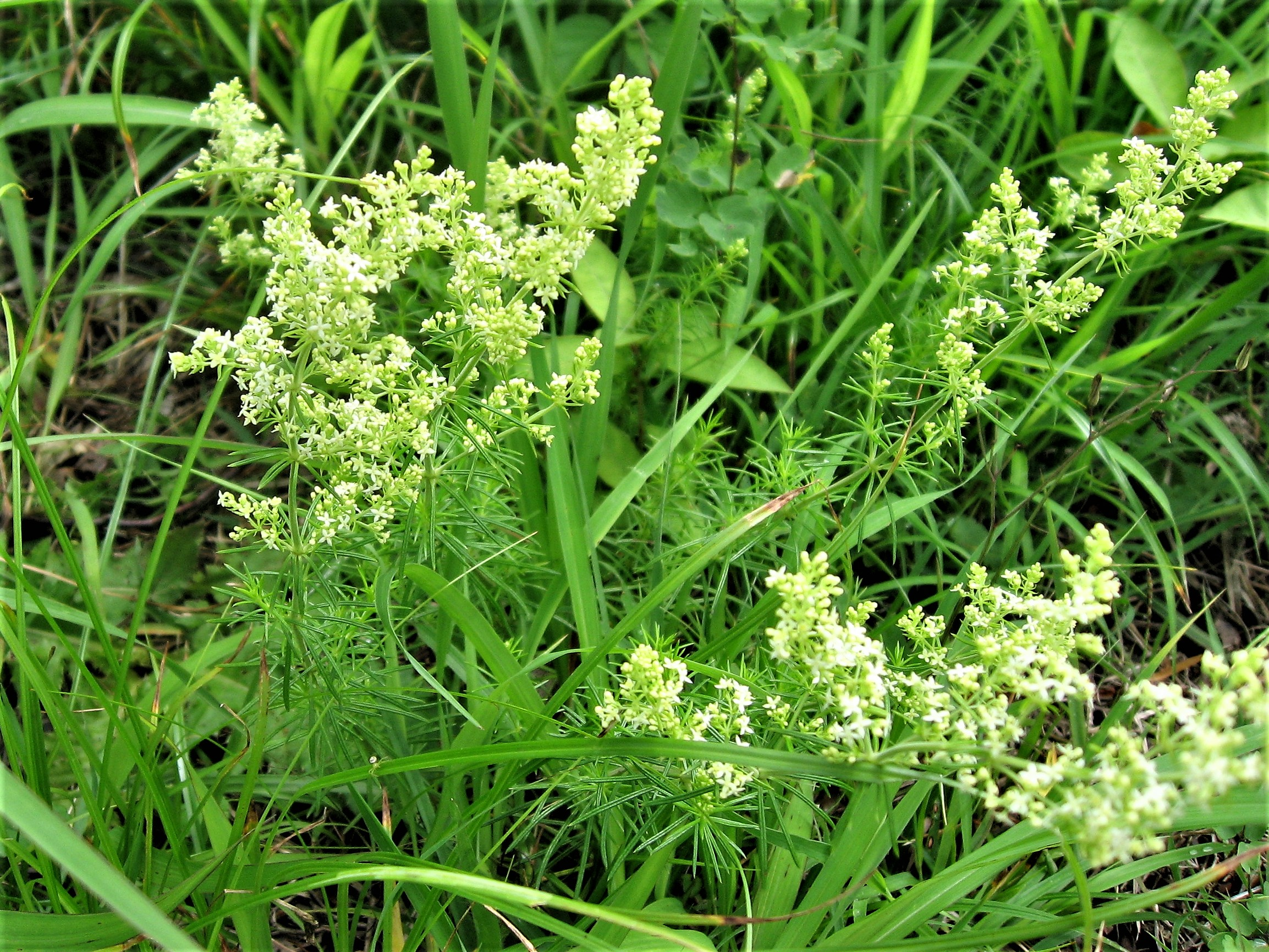
カワラマツバ。葉の幅が狭く「松葉」にたとえられる。